# لوك برتراند
لوك برتراند (بالهولندية: Luc Bertrand)‏ هو شخصية أعمال هولندي، ولد في 14 فبراير 1951.